# Tell Abqain
Tell Abqain (árabe: تل الأبقعين, Tall al-Abqaʿain, Tell al-Abqain) es un tell que contiene, principalmente, los restos de una antigua fortaleza egipcia de Ramsés II en el delta occidental del Nilo, a 5 km de la localidad de Hosh Isa, gobernación de Behera, a unos 75 km al sureste de Alejandría (Egipto).

## Historia
Los primeros indicios de asentamientos en la zona se remontan a la época del Imperio Nuevo de Egipto (1550-1070 a. C.) y se datarían aproximadamente de alrededor del 1500 a. C. La construcción de la fortaleza está relacionada con la edificación de toda una serie de fortalezas en la frontera noroccidental de Egipto. Este cinturón de fortalezas se extendía desde el delta occidental del Nilo a lo largo de la costa mediterránea hasta Zauiyet Umm el-Rajam, 300 kilómetros al oeste de Alejandría. El objetivo de estas fortalezas era, presumiblemente, defenderse de los libios o de los pueblos del mar, que se adentraban en Egipto en aquella época.
Tell Abqain fue identificado por primera vez en dos montículos como yacimiento ramésida por Daressy en 1903 y posteriormente por Habachi en 1941. Desde 1996 ha estado excavando la Universidad de Liverpool como parte de un proyecto que investigaba la ocupación militar ramésida en Marmarica y el Delta Occidental.

## Fortaleza
La fortaleza tiene una base de unos 150 × 130 metros. En tres de sus lados se conservan importantes restos de mampostería de ladrillos de barro del Nilo sin cocer. Cabe destacar que se han descubierto tres pozos de la época de Ramsés II en la zona suroeste y que algunos bloques dispersos hacen suponer que puede haber un cuarto pozo en la fortaleza. 
En 2019 se descubrieron, dentro de sus muros, torres de vigilancia, un falso patio para confundir a posibles asaltantes y dos cámaras que sirvieron de almacenes de cereales, carne y pescado. Los almacenes tenían forma de colmena, con pequeñas celdas donde se separaban los alimentos. Se descubrieron vasijas con restos de alimentos, azulejos y amuletos. También hornos de barro donde se han encontrado granos tostados que indica que así podían limpiarlo de insectos y eliminar la humedad y el efecto del calor antes de almacenarlo en estos silos para garantizar su conservación.
Siguiendo con las excavaciones, en 2024, coordinadas con el Consejo Supremo de Antigüedades se han encontrado almacenes de armamento utilizado en batallas o para la caza, con varios objetos de la vida cotidiana de los soldados, como una espada de bronce decorada con el cartucho de Ramsés II, así como dos bloques de piedra caliza con jeroglíficos dedicados también al faraón y a un oficial egipcio.